# Иванова, Ольга Андреевна
Ольга Иванова (21 октября 1995, Москва) — российский композитор, пианистка, автор публикаций, блогер, педагог, лауреат международных фортепианных и композиторских конкурсов, премий Президента РФ и Правительства Москвы.

## Биография
Ольга Иванова родилась 21 октября 1995 года в Москве. Отец — инженер-строитель, бывший автогонщик, мать — преподаватель английского языка.
В возрасте пяти лет начала заниматься фортепиано сначала в детской музыкальной школе, затем продолжила учёбу в ЦМШ при МГК им. П. И. Чайковского, которую окончила с отличием в 2013 году. Сочинять музыку стала почти одновременно с обучением игре на фортепиано, к выбору которого пришла не сразу.
Ещё будучи учащейся ЦМШ, начала успешно участвовать в международных конкурсах юных композиторов, затем — юных пианистов. С 16 лет даёт сольные концерты.
В 2018 году закончила Московскую государственную консерваторию им. П. И. Чайковского (диплом с отличием), где учёбу по классу фортепиано совмещала с занятиями композицией, была стипендиатом учёного совета (2017 г.). Её наставниками по классу композиции были профессора Т. А. Чудова (ЦМШ при МГК им. П. И. Чайковского) и В. Г. Агафонников (МГК им. П. И. Чайковского).
Является лауреатом многих премий международных композиторских конкурсов, лауреатом международных конкурсов пианистов и музыкальных фестивалей. В 2016 году стала лауреатом Премии Президента РФ, затем стипендиатом правительства Москвы. В 2018 году выиграла стипендию «GNESSIN AWARD» в номинации «фортепиано».
Выступала с концертами в Большом, Малом, Рахманиновском залах МГК им. П. И. Чайковского, в Зале Церковных Соборов Храма Христа Спасителя, Концертном зале Центра Павла Слободкина, «Оркестрион» и других залах, как соло, так и в сопровождении симфонических оркестров. Гастролировала в городах России, Польши, Франции, Швейцарии, Италии.

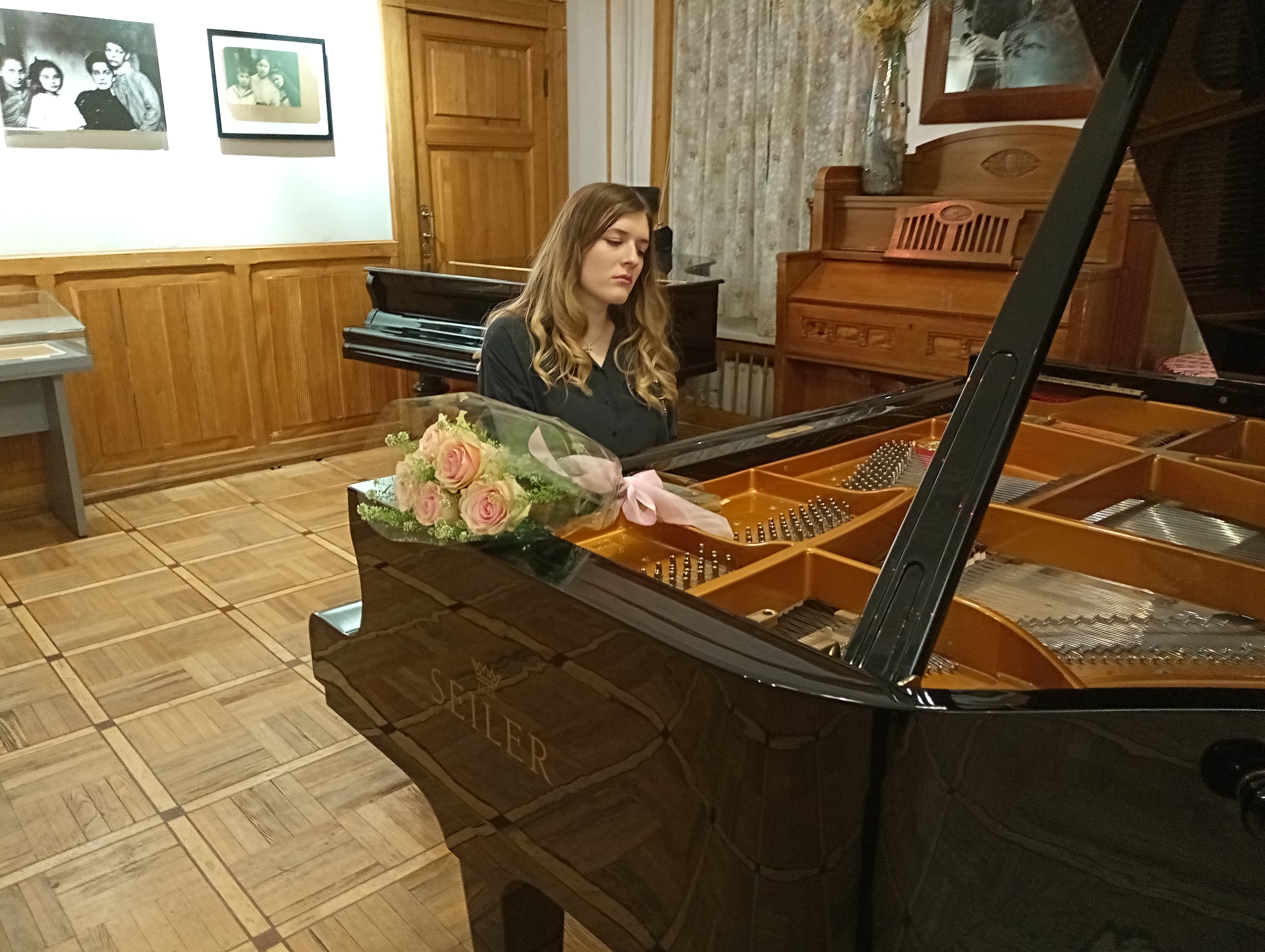
В малом зале Дома-музея А. Н. Скрябина, 18 февраля 2022

Занимается музыкальной педагогикой и журналистикой (рецензии и интервью печатались в газетах «Трибуна молодого журналиста» и «Российский музыкант»), пишет исследовательские методические работы, публиковавшиеся в журналах «Фортепиано», «PIANO-Форум», на различных музыкальных интернет-порталах.
С 2018 года ведёт авторский блог «Записки Пианистки» на YouTube.

## Композиторское творчество
Является автором сочинений для симфонического оркестра, а также ряда академических инструментальных и камерно-вокальных произведений. Особое место в её творчестве занимает жанр песни.
Ею созданы «Две лирические песни на стихи фронтовиков», написанные для конкурса «Партитура будущего», песни «Ассоль» (I премия Международного конкурса «Чайковский-Наследие»), «Облака» (I премия Международного конкурса композиторов им. Дунаевского, Союз Композиторов) и другие.
Некоторые песни созданы для конкурсов «Евровидение», «Новая Волна» и других.

## Победы в конкурсах
Ольга Иванова является победительницей многих российских и международных композиторских и пианистических конкурсов.

#### Конкурсы пианистов
- Международный Конкурс юных пианистов им. Игумнова (Липецк, 2010) — III премия
- Международный конкурс «Где рождается искусство» (Краснодар, 2012)
- Международный Конкурс Пианистов им. А. Д. Артоболевской (Москва, 2012)
- Конкурс «Музыкальная весна в доме Якоби» (Москва, МГУ им. Ломоносова, 2013) — I премия
- Международный конкурс музыкальной миниатюры (Санкт-Петербург, 2016) — I премия
- Музыкальный фестиваль романтической музыки VIRTUOSO-2015 (Москва, по результатам этого конкурса стала также обладательницей премии Президента РФ)
- I конкурс пианистов на стипендию «Gnessin Award» (Москва, 2018)
- VII Международный конкурс пианистов памяти Веры Лотар-Шевченко (Екатеринбург, 2018) — II премия
- II Международный конкурс молодых пианистов имени С. В. Рахманинова (Москва, 2020) — Серебряная медаль, II премия

#### Конкурсы композиторов
- Международный конкурс Композиторов им. И. Дунаевского (2017) — I премия
- Международный конкурс «Чайковский-Наследие» — I премия в номинации «Песенный жанр»
- Конкурс импровизаторов ИМПРО-Классик (РАМ им. Гнесиных) — I премия
- Композиторский СТАМ-фестиваль (2018, МГК им. П. И. Чайковского)
- Всероссийский конкурс молодых композиторов «Партитура будущего» (2019, МГК им. Чайковского) — II премия в номинации «Сочинение для голоса с инструментальным сопровождением (фортепиано)»
- Международный конкурс молодых композиторов имени Н. Я. Мясковского — II премия (2020, МГК им. Чайковского)